# Pelitropis rotulata
Pelitropis rotulata är en insektsart som beskrevs av Van Duzee 1908. Pelitropis rotulata ingår i släktet Pelitropis och familjen Tropiduchidae. Inga underarter finns listade i Catalogue of Life.